# Takeran (plaats)
Takeran is een bestuurslaag in het regentschap Magetan van de provincie Oost-Java, Indonesië. Takeran telt 4041 inwoners (volkstelling 2010).